# Jaan Küünemäe
Jaan Küünemäe (ur. 6 października 1919 w Sindi, zm. 26 stycznia 2006 w Tallinnie) – radziecki (estoński) kierowca wyścigowy.

## Biografia
Uprawianie sportów motorowych rozpoczął w 1946 roku. Początkowo ścigał się motocyklami, a w 1959 roku zdobył tytuł mistrza ZSRR w klasie 350 cm³. Następnie zmienił dyscyplinę na wyścigi samochodowe. Początkowo ścigał się Estonią 3. W latach 1962–1963 rywalizował Estonią 4, natomiast od 1964 roku używał Melkusa 63. W 1965 roku zadebiutował w Sowieckiej Formule 3. Jednocześnie w tym samym roku został mistrzem Estońskiej Formuły 1. W sezonie 1966 zajął czwarte miejsce w Sowieckiej Formule 3. W roku 1968 zmienił pojazd na Estonię 9. Zdobył wówczas mistrzostwo Bałtyckiej Formuły 3, natomiast rok później był wicemistrzem tej serii.
W 1971 roku powrócił na jeden sezon do rywalizacji w Sowieckiej Formule 3. Rok później ścigał się Estonią 16M w Sowieckiej Formule 2. Z kolei w 1973 roku został wicemistrzem Estońskiej Formuły 2. Po 1975 roku zakończył karierę zawodniczą.
Pełnił funkcję trenera takich kierowców, jak Ago i Endel Tobiasowie, Arvo Küünemäe, Jaan i Mart Lajalowie czy Juhan Laansoo. W 1969 roku został członkiem honorowym Kalevu.

## Wyniki
| Legenda oznaczeń w tabelach wyników Wyświetl szablon na nowej stronie | Legenda oznaczeń w tabelach wyników Wyświetl szablon na nowej stronie                                                                     |
| Oznaczenie                                                            | Wyjaśnienie |
| --------------------------------------------------------------------- | --- |
| Złoty                                                                 | Zwycięzca lub mistrzostwo |
| Srebrny                                                               | 2. miejsce lub wicemistrzostwo |
| Brązowy                                                               | 3. miejsce lub II wicemistrzostwo |
| Zielony                                                               | Ukończył, punktował (w klasyfikacji generalnej, gdy zdobył co najmniej jeden punkt na przestrzeni sezonu, poza trzema powyższymi opcjami) |
| Niebieski                                                             | Ukończył, nie punktował (w klasyfikacji generalnej, gdy nie zdobył co najmniej jednego punktu na przestrzeni sezonu)                      |
| Czerwony                                                              | Nie zakwalifikował się (NZ) |
| Czerwony                                                              | Nie prekwalifikował się (NPK) |
| Różowy                                                                | Nie ukończył (NU) |
| Różowy                                                                | Niesklasyfikowany (NS) (w klasyfikacji generalnej, gdy nie został sklasyfikowany w żadnym wyścigu sezonu)                                 |
| Czarny                                                                | Zdyskwalifikowany (DK) |
| Czarny                                                                | Wykluczony (WYK/EX) |
| Biały                                                                 | Nie wystartował (NW) |
| Biały                                                                 | Kontuzjowany (K/INJ) |
| Biały                                                                 | Wyścig odwołany (OD/C) |
| Bez koloru                                                            | Został wycofany (WYC/WD) |
| Bez koloru                                                            | Nie przybył (NP/DNA) |
| Bez koloru                                                            | Nie brał udziału w treningach (NT/DNP) |
| Bez koloru                                                            | Nie został zgłoszony (–) |
| Pogrubienie                                                           | Start z pole position |
| Kursywa                                                               | Najszybsze okrążenie wyścigu |
| †                                                                     | Nie ukończył, ale jego rezultat został zaliczony ze względu na przejechanie więcej niż 90% dystansu wyścigu.                              |
| *                                                                     | Sezon w trakcie |
| 1/2/3                                                                 | Punktowana pozycja w sprincie |
| Lista systemów punktacji Formuły 1                                    | |

### Sowiecka Formuła 2
| Rok  | Zespół             | Samochód    | Silnik   | Wyniki w poszczególnych eliminacjach | Wyniki w poszczególnych eliminacjach | Wyniki w poszczególnych eliminacjach | Pkt. | Msc. |
| ---- | ------------------ | ----------- | -------- | ------------------------------------ | ------------------------------------ | ------------------------------------ | ---- | ---- |
| 1972 |                    |             |          |                                      |                                      |                                      | 41   | 14   |
| 1972 | Kalev Kohtla-Järve | Estonia 16M | Moskwicz | -                                    | -                                    | 7                                    | 41   | 14   |

### Sowiecka Formuła 3
| Rok  | Zespół             | Samochód  | Silnik   | Wyniki w poszczególnych eliminacjach | Wyniki w poszczególnych eliminacjach | Wyniki w poszczególnych eliminacjach | Wyniki w poszczególnych eliminacjach | Pkt. | Msc. |
| ---- | ------------------ | --------- | -------- | ------------------------------------ | ------------------------------------ | ------------------------------------ | ------------------------------------ | ---- | ---- |
| 1965 |                    |           |          |                                      |                                      |                                      |                                      | ?    | 9    |
| 1965 | DOSAAF Võru        | Melkus 63 | Wartburg | 5                                    | ?                                    |                                      |                                      | ?    | 9    |
| 1966 |                    |           |          |                                      |                                      |                                      |                                      | ?    | 4    |
| 1966 | DOSAAF Võru        | Melkus 63 | Wartburg | 4                                    | 3                                    | -                                    | -                                    | ?    | 4    |
| 1971 |                    |           |          |                                      |                                      |                                      |                                      | 59   | 11   |
| 1971 | Kalev Kohtla-Järve | Estonia 9 | Wartburg | -                                    | 5                                    | NU                                   |                                      | 59   | 11   |